# Lilla Jussarö
Lilla Jussarö är en ö i Finland.   Den ligger i kommunen Raseborg i landskapet Nyland, i den södra delen av landet, 90 km väster om huvudstaden Helsingfors. Arean är 2,1 kvadratkilometer.
Terrängen på Lilla Jussarö är mycket platt. Öns högsta punkt är 27 meter över havet. Den sträcker sig 1,9 kilometer i nord-sydlig riktning, och 1,8 kilometer i öst-västlig riktning.